# Antoine de Clermont
Ne doit pas être confondu avec Antoine de Clermont-Tonnerre.
Antoine de Clermont, mort le 6 novembre 1507 à Lyon,, est un prélat français du XVe siècle et du début du XVIe siècle. Il est issu de la  maison de Clermont-Tonnerre et est le fils d'Antoine de Clermont et de Françoise de Sassenage, vicomtesse de Talard. Antoine est le frère de Bernardin de Clermont, chambellan de François Ier.
Antoine est chanoine de Saint-Maurice et official, quand il est élu archevêque de Vienne le 21 mars 1498, (non confirmé par le pape), mais la concurrence du cardinal de Saint-Severin retarde son installation. Comme archevêque, Antoine de Clermont agrandit la cathédrale de cinq arches.
En 1506, le parlement de Grenoble rend un arrêt qui adjuge l’archevêché de Vienne au cardinal de Saint-Séverin. Quant à Antoine de Clermont, il se retire à Lyon.